# Heiner Schuster
Karl Heinz „Heiner“ Schuster (* 18. Oktober 1920 in Forst (Lausitz)-Berge; † 11. Januar 2017) war ein deutscher Fußballspieler, der in den 1950er-Jahren für Rotation Babelsberg in der DDR-Oberliga, der höchsten Liga im DDR-Fußball, spielte.

## Sportliche Laufbahn
Seine Fußballkarriere begann Heiner Schuster im heimatlichen Forst, die jedoch durch den Zweiten Weltkrieg unterbrochen wurde. Im Krieg wurde er schwer verletzt und kehrte erst 1946 aus der Gefangenschaft zurück. 1947 schloss er sich der neu gegründeten Sportgemeinschaft Forst Mitte an. Beim Brandenburger Vizemeister machte Schuster gleich zu Saisonbeginn im Meisterschafts-Revanchespiel gegen die SG Cottbus Ost auf sich aufmerksam, als er beim 4:1-Sieg seiner Mannschaft alle vier Tore erzielte. Schuster spielte noch bis 1950 in Forst, wo sich die SG Mitte inzwischen in die Betriebssportgemeinschaft (BSG) Einigkeit Forst umgewandelt hatte und in der zweitklassigen Landesklasse Brandenburg vertreten war.
Zur Saison 1950/51 wechselte Schuster zum Oberligisten Rotation Babelsberg. Dort hatte er am 14. Spieltag bei der Begegnung Turbine Weimar – Rotation (3:1) als Mittelfeldspieler seinen ersten Oberligaeinsatz. Es folgten weitere zehn Oberligaspiele, und zum Saisonende konnte sich Schuster als Torschütze auszeichnen, als er innerhalb von vier aufeinanderfolgenden Spielen sechsmal traf. Beim 6:2-Auswärtssieg gegen VfB Pankow gelangen ihm allein drei Treffer. Von 1951/52 bis 1954/55 war Schuster als halbrechter Stürmer gesetzt. In dieser Zeit wurden 122 Oberligaspiele ausgetragen, von denen Schuster 91 Partien bestritt. In diesen Spielen schoss er insgesamt 24 Tore. Seine letzten vier Oberligaspiele absolvierte Schuster, inzwischen 35 Jahre alt, in der Übergangsrunde 1955. Diese wurde mit 13 Spielen zum Wechsel in die Kalenderjahrsaison ausgetragen. Gleich in der ersten Begegnung, im Auswärtsspiel gegen den SC Einheit Dresden schoss Schuster sein letztes Oberligator.
Noch während der Übergangsrunde beendete Heiner Schuster seine Fußballerlaufbahn, verließ die DDR und ließ sich in Neustadt bei Coburg nieder. Seiner Heimat Forst blieb Schuster bis ins hohe Alter verbunden. 1999 wurde die „Heiner-Schuster-Stiftung“ ins Leben gerufen und Schuster die „Ehrenmedaille der Stadt Forst“ verliehen. Nach Schusters Tod im Januar 2017 erhielt die Stiftung ein Vermögen von 75.000 D-Mark mit dem Förderungszweck „der Hilfe für Zivilbeschädigte und Behinderte“.